# Alma mía (telenovela)
Alma mía es una telenovela venezolana producida y emitida por RCTV entre 1988 y 1989. Fue protagonizada por  Nohely Arteaga, Astrid Carolina Herrera y Carlos Montilla.  Con las actuaciones antagónicas de Miguel Alcantara, Cristina Reyes, Marco Antonio Casanova, Abby Raymond y Marialejandra Martín. Esta telenovela es la segunda adaptación de Valentina telenovela de 1975 con adaptación de Benilde Ávila y libretos de Zaret Romero.

## Argumento
Alma Rosa vive en la mansión Peñalver bajo la tutela de Leonardo Peñalver, viudo, padre de cinco hijos: Luis Gustavo, Patricia, Alfredo José, María Conchita y el niño Leonardito. Para él así como para algunos de sus cinco hijos, Alma Rosa es parte de la familia, para otros es una intrusa y para el mayor, Luis Gustavo, el amor comenzó de niños. Alma Rosa también ama en secreto al muchacho.
Los Peñalver eran ricos hasta el comienzo de la historia, cuando inesperadamente caen en ruina debido a la mala administración. Leonardo era un hombre sano, que también, de repente, se encuentra desahuciado. En un acto de desesperación, Leonardo Peñalver le pide como sacrificio a Alma Rosa, que se case con él para que, si algo malo le ocurra durante una cirugía en los Estados Unidos, ella conduzca la vida de aquellos cinco hijos.
Luego del matrimonio de ambos en secreto, Leonardo Peñalver viaja y después de unos días, Alma Rosa es informada de su muerte durante la cirugía. Durante la lectura del testamento se descubre que ambos estaban casados. Alma Rosa se ve atrapada en un nuevo mundo donde será madrastra del hombre que ama y que ahora la desprecia y de los otros cuatro jóvenes acostumbrados al despilfarro.
También existe otra familia acaudalada, los Monasterios, siendo Plácido Monasterios gran enemigo de Leonardo Peñalver, ya que este mantuvo una relación prohibida con su hermana Audalia Monasterios en la que ésta terminó desquiciada. La esposa de Plácido es Carmela, con quien anda casado por muchos años, más él tiene una amante, Karen, gran amiga de Carmela. Tiene con Carmela tres hijos: Sharon, la hija mayor que está comprometida con Luis Gustavo y desprecia en todo lo posible a Alma Rosa. Rodolfo, un casanova que está obsesionado con Alma Rosa. Tiempo después llega de España, Gabriela, quien gusta de Alfredo José.
Durante los problemas económicos en la mansión Peñalver y el intento de anulación del testamento por parte de los hijos, Alma Rosa descubre que la fortuna despilfarrada por los Peñalver es de ella, ya que el padre de Alma Rosa le pidió a Leonardo Peñalver cuidar de su hija junto con su fortuna. Luis Gustavo reconoce que Alma Rosa es inocente e intenta acercarse a ella, pero ella está determinada a casarse con Rodolfo Monasterios. 
Para sorpresa de todos, Leonardo Peñalver regresa vivo de los Estados Unidos en su intención de recuperar sus acciones en las empresas, expropiadas de manera ilegal por Plácido Monasterios. Esto no dura mucho ya que es asesinado en su mansión, siendo Luis Gustavo el principal sospechoso. Durante su encarcelamiento, Luis Gustavo confiesa a Alma Rosa no ser hijo de Leonardo Peñalver ni de su supuesta madre. En su afán por recuperar la fortuna de los Peñalver, Alma Rosa contrae matrimonio con Rodolfo Monasterios.
Plácido Monasterios decide eliminar toda prueba de la estafa cometida hacia Leonardo Peñalver y contrata a un peón para que provoque un pequeño incendio. Patricia revela a Leonardito que Luis Gustavo no es hermano de ellos y él acude a las Empresas Monasterios en busca de Luis Gustavo. Alma Rosa trata de encontrarlo y al producirse el incendio pierde la vida. 
Al mismo tiempo surge Alma Mía, quien tiene una pesadilla. La mujer a cargo de ella, Micaela le revela que tiene una hermana, Alma Rosa, quien junto a ella fueron separadas al nacer. Alma Mía conociendo el paradero de Alma Rosa, va a visitarla y se encuentra con la desagradable noticia de que está muerta. El Padre Genaro informa a Alma Mía que ella es heredera de todas las posesiones de su hermana.
Luis Gustavo, atormentado por la tragedia de Alma Rosa, el día de su entierro conoce a Alma Mía y le da mucha curiosidad su parecido con Alma Rosa. Alma Mía se encariña con Leonardito por lo que decide continuar con la labor de Alma Rosa instalándose en la mansión Peñalver. Esto le trae problemas con Patricia y María Conchita, quienes la desprecian tildándola de marginal. También tiene fuertes enfrentamientos con Sharon, quien teme de su acercamiento con Luis Gustavo al haber sido liberado de la cárcel. Para complicar más las cosas aparece Carlos Eduardo, quien está interesado en Alma Mía y permite a esta cuidar de su pequeño hijo, Carlos Humberto, y a todo momento intenta cambiarla de parecer.
Se descubre que Plácido Monasterios mandó a matar a Leonardo Peñalver y a la vez fue responsable del incendio en donde murió Alma Rosa. Plácido huye dejando a Karen embarazada.
Rodolfo Monasterios descubre que tanto Alma Rosa y Alma Mía son hijas de su tía Audalia por lo que Alma Mia es la heredera universal de la fortuna Monasterios y decide conquistarla. Para su mala suerte, aparece María Elba, y esta revela estar casada con él a lo que el matrimonio entre Rodolfo y Alma Rosa es anulado. Rodolfo rechaza a María Elba en todo momento, pero el verdadero amor de ella es Alfredo José Peñalver.
Alma Mía y Luis Gustavo llegan a acercarse y le confiesa que Rafael Ángel, el antiguo novio de Patricia, la dejó plantada en el altar. Nace en ellos el amor, sin embargo, Alma Mía decide no separarlo de Sharon. El día de la boda entre Luis Gustavo y Sharon, Rodolfo planea la muerte de Luis Gustavo en un accidente automovilístico, sin embargo es Sharon la víctima y queda ciega.
Rodolfo es arrestado. Con ello, Luis Gustavo descubre que Alma Mia es la hija de Audalia. Cuando intenta decírselo, Plácido Monasterios captura a Alma Mia y le ordena no investigar más de su madre. Esto no dura mucho, ya que se descubre donde Plácido Monasterios se esconde y muere en un enfrentamiento a balas con el Comisario Manríquez, quien está interesado en Carmela. Con la noticia de la muerte de Plácido, Alma Mía se reúne con Audalia, su madre, y la lleva a vivir consigo donde Los Peñalver. Debido al estado de Sharon, Alma Mía decide dejar libre a Luis Gustavo y se compromete con Carlos Eduardo. Luis Gustavo, afectado por la noticia, tiene un accidente automovilístico y pierde la memoria, momento esperado para que Sharon le mienta sobre Alma Mía y haga que la desprecie.
Durante el tratamiento médico de Luis Gustavo se descubre que sus padres son el Comisario Manríquez y la doctora Laura Anzola, quienes fueron separados por culpa de un tsunami en Aruba cuando Luis Gustavo tenía sólo 3 años. Alma Mia llega a descubrir que es la heredera universal de la fortuna de los Monasterios y decide hacerse cargo de las Empresas. Esto le causa problemas con Rodolfo Monasterios, quien decide eliminarla con sus propias manos. Luis Gustavo se enfrenta a Rodolfo y logra salvar la vida a Alma Mia, profesándose nuevamente amor entre ellos.
Patricia, no contenta con el triunfo de Alma Mía se une con Rodolfo y Rafael Ángel y hacen que Audalia pierda la razón nuevamente y esta sea internada en la clínica de Rafael Ángel, el cual tiene un título falso de psiquiatra y así tengan control de la situación en donde Rafael Ángel podría reconquistar a Alma Mia y así controlar su fortuna.
Sharon es operada y recupera la vista. Sin embargo, Luis Gustavo termina su compromiso con ella. Esta no contenta, embriaga a Luis Gustavo y pasa la noche con él. Alma Mia también termina su compromiso con Carlos Eduardo y este se lleva a su hijo con él.
Semanas después, Alma Mia es una exitosa empresaria y vive libremente su noviazgo con Luis Gustavo. Sharon regresa de viaje dispuesta a separarlos y anuncia estar embarazada de Luis Gustavo. Eso no dura mucho ya que Gabriela les hace saber que Sharon miente.
Patricia decide unir a Sharon al plan en contra de Alma Mia y Sharon le pide a Rafael Ángel la mitad de su fortuna una vez casado con Alma Mia. Tela, la enfermera de Audalia, escucha la conversación. Ella acusa a Rafael Ángel de mentiroso y éste la empuja, matándola. Rafael Ángel la entierra y Audalia lo observa.
Patricia y Sharon hacen que Alma Mia se reúna con Rafael Ángel a solas con el propósito de que Luis Gustavo los encuentre juntos. Producto de esto, Luis Gustavo termina su relación con Alma Mía. Alma Mia decide casarse con Rafael Ángel y así poder curar a su madre. Patricia al darse cuenta de que Sharon y Rafael Ángel desean sacarla de la jugada va donde Luis Gustavo y le cuenta del plan para separarlo de Alma Mia. Luis Gustavo se amista nuevamente con Alma Mia y deciden casarse. 
Sharon y Rodolfo, enfurecidos con Patricia, la citan a ella y al forcejear, Rodolfo le dispara y la asesina. Sharon y Rodolfo deciden culpar a Audalia de la muerte de Patricia. Para que su madre no vaya a la cárcel, Alma Mia decide culparse del asesinato y entrega todo su dinero a Sharon y Rodolfo. 
Alma Mía es llevada presa y durante su estadía en la cárcel logra hacer amistad con algunas de las reclusas así como ganarse la rivalidad de otras. Para su suerte, el Dr. Carlos Eduardo, quien está a cargo de la enfermería de la cárcel, la hace su enfermera. 
Luis Gustavo no cree en la culpabilidad de Alma Mia y contrata a la Abogada Virginia Valladares para su defensa. Virginia asesora a Alma Mia y se enamora de Luis Gustavo. Durante la presentación de su Bufete de Abogados, Virginia se besa con Luis Gustavo y una foto de ellos sale en el periódico. Alma Mia logra ver la foto y rompe su noviazgo con Luis Gustavo. Para colmo, Alma Mia es condenada a 15 años de cárcel a lo que su mundo se viene abajo. 
Rafael Ángel descubre que Alma Mía no es la asesina de Patricia, y chantajea a Sharon. Esta se niega a darle dinero, por lo que Rafael Ángel confiesa a Alma Mía que Rodolfo es el asesino de Patricia. Alma Mía decide contarle todo a Luis Gustavo, pero él no lo cree y rechaza su propuesta de casarse con ella en la cárcel.
Audalia y su seguridad, Servio Tulio, declaran ante el Comisario Manríquez lo que sucedió la noche del asesinato de Patricia, por lo que se comprueba la inocencia de Alma Mía y se ordena la captura de Rodolfo Monasterios. Ya puesta en libertad, Alma Mía desprecia a Luis Gustavo y le anuncia que se casará con el Dr. Carlos Eduardo. Lleno de despecho, Luis Gustavo propone a la Abogada Virginia casarse con él.
Para mala suerte de Rafael Ángel, quien su verdadero nombre es Roberto, aparece su hermano, el verdadero Dr. Rafael Ángel París y se descubre que Roberto jamás se graduó de psiquiatra por lo que el tratamiento médico al que Audalia fue sometida fue inefectivo. Desesperado, Roberto le exige a Sharon a hacerlo socio de las empresas y ella termina aceptando.
Alma Mía conoce a Flor, la madre del Dr. Carlos Eduardo y ella confiesa a Alma Mía que su hijo padece de una enfermedad incurable y que le quedan pocos días de vida.
María Conchita sale embarazada de su esposo, el cantante Moisés, pero como tiene problemas con él, le pide a María Elba que pretenda ser la madre del bebé. Para esto, ambas viajan a Las Tinajas. María Elba cambia de parecer y regresa a la mansión. Todos piensan que Luis Gustavo es el padre del hijo de María Elba, por lo que ella desmiente las acusaciones. Luis Gustavo decide ir en busca de María Conchita en una avioneta junto con un amigo pero la avioneta se estrella. Luis Gustavo es el único sobreviviente pero queda desfigurado y creen que es el amigo. La noticia de la muerte de Luis Gustavo cause mucho dolor a todos, en especial a Alma Mía.
Alma Mía, quien trabaja en la clínica está a cargo del cuidado de Luis Gustavo sin saber que es él. Ella recibe un documento donde Luis Gustavo la hace dueña de la mansión Peñalver ya que la adquirió por parte de los Monasterios cuando Alma Mía estaba presa. Luis Gustavo revela a Carlos Eduardo que es él y le pide no decirle a nadie que vive ya que no quiere la compasión de la gente. Sin embargo, los padres de Luis Gustavo descubren que aun vive. Así como la esposa del piloto quien revela la verdad a Virginia. Finalmente Luis Gustavo confiesa a Alma Mía ser él el sobreviviente. Él recibe atenciones médicas en la Mansión Peñalver y Alma Mía es puesta a su cargo. Al saber que Alma Mía se casará con Carlos Eduardo por lástima ya que le quedan pocos días de vida, Luis Gustavo le ruega a Alma Mia no hacerlo pero ella le hace saber que está decidida. 
Luis Gustavo se somete a una cirugía plástica el mismo día del matrimonio entre Alma Mía y Carlos Eduardo. En la noche de bodas, Carlos Eduardo empieza a sufrir los síntomas del deterioro de su mente y se comporta cruelmente con Alma Mía. La cirugía de Luis Gustavo sale satisfactoria y él acude a las empresas descubriendo que Sharon y el falso Rafael Ángel han estado robando. Ambos son arrestados y a la vez se descubre del asesinato de Tela por parte del falso Rafael Ángel.
Alma Mía regresa y Luis Gustavo le pide verse en un parque como amigos. Virginia los descubre y llena de rabia llama a Carlos Eduardo para que él mismo sea testigo del encuentro. Carlos Eduardo reacciona lleno de furia y golpea a Alma Mia. Luis Gustavo descubre que la causante de todo es Virginia y rompe su compromiso con ella. Virginia amenaza con matar a Luis Gustavo pero él le hace ver que solo es un capricho. Carlos Eduardo decide envenenar a Alma Mia pero se da cuenta de que sus acciones son producto de su enfermedad y antes de morir pide perdón a Alma Mia y le desea felicidad con Luis Gustavo. 
Luego de la boda entre María Elba y Alfredo José, Alma Mia y Luis Gustavo deciden casarse. El Padre Genaro bendice la unión. Luis Gustavo jura amor eterno a Alma Mía y dedica eterno agradecimiento a Alma Rosa por haberla traído a su vida.

## Reparto
- Nohely Arteaga - Alma Rosa
- Carlos Montilla - Luis Gustavo Peñalver
- Astrid Carolina Herrera - Alma Mía
- Miguel Alcántara - Carlos Eduardo Ruiz
- Marcelo Romo - Leonardo Peñalver
- Abby Raymond - Patricia Peñalver
- Gabriel Fernández - Alfredo José Peñalver
- Irina Rodríguez - María Conchita Peñalver
- Jonathan Montenegro - Leonardo Andrés Peñalver
- Jorge Teicher - Plácido Monasterios
- Cecilia Villarreal - Carmela Monasterios
- Cristina Reyes - Sharon Monasterios
- Marco Antonio Casanova - Rodolfo Monasterios
- Milena Santander - Gabriela Monasterios
- Nury Flores - (Amanda) Audalia Monasterios
- Luis Rivas - Diamantino Oropeza
- Elisa Escámez - Perla Soledad
- Marvellis Zerpa - América
- Arturo Calderón - Padre Genaro
- Yajaira Brocolo - Karen Meyer
- Isabel Vega - Tela
- Santy Aurteneche Cuesta - Reynaldo Falcón
- Margarita Hernández - Lorena
- Kike Ortega - Fernando Valderrama
- Andreína Sánchez - Elizabeth Plaza
- Mahuampi Acosta - Perfecta Monagas
- Adelaida Mora - Marcia
- Luis Betancor - Servio Tulio
- Saúl Martínez - Rafael Ángel París (Rodolfo París)
- José Luis García - Alberto Quintero
- Vanessa  - María Elba
- Moisés Gonzáles - Moisés
- Romelia Agüero - Micaela
- Haydée Balza - Laura Anzola
- América Barrios - Providencia Monagas
- Humberto García - Comisario Armando Manríquez
- Lucy Goncalvez - Jenny (Amiga de Sharon Monasterios)
- Gisvel Ascanio - Katherine
- Diego Balager - Julio Zavarce
- Jacinto Cabrera - Padre de Rafael Ángel
- William Cartaya - Inspector Calzadilla
- Yenny Valdez - Iris (Sirvienta de Los Monasterios)
- Gonzalo Contreras - Doctor Contreras
- Carlos Omaña - Coronel Río Bueno
- Lourdes Medrano - Madre de Rafael Ángel
- Hernan Marcano - Pedro Matute (Fotógrafo)
- William Bracamontes - Dr. Cordero
- José Gregorio Albornoz - Baudilio Orellana
- Gioconda Pérez - Secretaría Yurubí
- Milton Quero - Jaime (Soldado)
- Julio Mujica - El Caimán
- Azabache - Azabache
- Eduardo Bastidas - Ramón (Dr. de Maria Conchita Peñalver)
- Marialejandra Martín - Abogada Virginia Valladares
- Karl Hoffman - Raúl (Ayudante del Dr. Valladares)
- Humberto Tancredi - Dr. Leopoldo Valladares
- Vicente Tepedino - Dr. Rafael Ángel París
- Carmen Arencibia - Flor (Madre del Dr. Carlos Eduardo Ruiz)
- Dinorah Zambrano - Madre Isabel
- María del Pilar - Madre Amparo
- Alejandro Delgado - Manuel Guillermo (Novio de Patricia Peñalver)
- Julio Pereira - Nelson (Novio de Maria Conchita Peñalver)
- Pedro Marthan - Dr. Jorge Meneses
- Vladimir Torres - Padre Domingo Salinas
- Verónica Doza - Felicia (Tía de María Elba)
- Carolina Perpetuo - Glenda Quintero
- Roberto Luque - Ricky
- Gledys Ibarra - Eva ( Participación Especial)
- Rosario Prieto   -  Sofía (Participación Especial)
- Virginia Urdaneta - Hélen (Participación Especial)
- Dante Carle - Dr. Villegas (Abogado de los Peñalver)
- Oswaldo Paiva - Gerente del Banco
- Luis José Cerisola - Cliente Gasolinera
- Estrella Castellanos - Madre Esperanza
- María Medina - Sor Beatriz
- Crisol Carabal - Sor Celeste
- Katiuska Martínez - Libertad (Carcelera)
- Jenny Noguera - Arelis (reclusa)
- Alejandra Pinto - La Ñata (reclusa)
- Larissa Peña - Gisela (reclusa)
- Francis Romero - La Eléctrica (reclusa)
- Laura Brey /Táchira Coromoto Roche - Luisa (reclusa)
- Sandra Gil - Margarita (sirvienta)
- Nancy Soto - Yolanda (enfermera)
- Vestalia Mejias - Lydia (enfermera)
- Lucila D'Avanzó - Sara (enfermera)
- Diego Acuña - Aníbal (Piloto)
- Reina Hinojosa - Carolina (espose de Aníbal)
- Sharon Bosch - Chela (amiga de la Abogada Virginia Valladares)
- Katherina Sperka - Peggy (amiga de María Conchita)
- Deyanira Hernández - Yuleida (Camarera en el bar de Perla Soledad)
- Arístedes Aguiar - Dr. Hoffman

## Versiones
Inés Rodena escribió esta historia directamente para televisión basada en su original radial titulado "La Madrastra" de donde salieron posteriormente las telenovelas Corazón de Madre y sus remakes posteriores  Soledad  y Bendita Mentira, pero readaptó la historia para tener una protagonista joven (y no una madura como en la radionovela), que se casa con el viudo millonario en ruinas, para harcerse cargo de sus hijos descarriados y de administrar su fortuna, naciendo así el original "Valentina". Inés dejá la telenovela y la continúan escribiendo Manuel Muñoz Rico y Pedro Felipe Ramíez hasta el final. Se han realizado las siguientes versiones:
- La primera versión se tituló Valentina del año 1975, de la cadena RCTV protagonizada por Marina Baura en el doble papel de Valentina y Sonia, junto a Raúl Amundaray y las actuaciones antagónicas de Amalía Pérez Díaz, Cecilia Villareal, Jorge Palacios, Marisela Berti, Héctor Mayerston y Pierina España.

- RCTV lanza en 1985 una versión con géneros inversos titulada Rebeca con Tatiana Capote y Franklin Virguez, muy corta de 59 capítulos, en esta versión el personaje de Valentina es masculino y es intepretado por Franklin Virguez.

- En 1999 Venevisión realiza su propia versión libre  titulada Cuando Hay Pasión. Protagonizada por Fedra López, Jorge Reyes (actor), Ana Karina Casanova y Jaime Araque.

- En el 2001, toca el turno a Televisa de versionar esta historia y lanza La Intrusa, protagonizada por Gabriela Spanic y Arturno Peniche, con las actuaciones antagónicas de Laura Zapata, Chantal Andere, Dominika Paleta, Sergio Sendel, Juan Pablo Gamboa, Mónica Dosetti y Víctor Noriega. Esta versión es más apegada al original Valentina aunque tiene elementos de la radionovela Corazón de Madre (Soledad) , también original de Inés Rodena, en la trama de Sagrario (Silvia Derbez / Bárbara Gil), Júnior (Guillermo García Cantú) y Lupita (Marlene Favela).

- Datos: Q28517529